# Dakota City (Iowa)
Dakota City város az USA Iowa államában. Lakosainak száma 759 fő (2020. április 1.).

## Népesség
A település népességének változása:

| 2010 | 843 |
| 2020 | 759 |